# Станиля
Стани́ля (англ. Stanylia, місцева назва: Станеля) — село в Україні, у Трускавецькій міській громаді Дрогобицького району Львівської області.

## Географія
Село Станиля розташоване у підніжжі Карпат, так званої Орівської скиби. З півдня село оточене пасмом гір Тихий Діл, де знаходиться урочище Помірки. Зі сходу Станиля межує з містом Стебником та селом Доброгостів, з полудня Орів, з заходу Трускавець, з півночі Колпець та Солець. До районного центру, міста Дрогобич — 9 км. Площа — 1607 га.
Через село протікає річка Солониця (Солонка), яка бере початок в горах Карпатах, і впадає в річку Тисменицю.

## Історія
1 серпня 1934 р. було створено гміну Стебник у Дрогобицькому повіті. До неї увійшли сільські громади: Стебника, Доброгостова, Гассендорфа (Gassendorf), Колпця, Орова, Сільця, Станилі та Уличного.

## Населення
На кінець 2001 року в селі проживало 978 осіб, на кінець 2007 року — 1032, на кінець 2019 року — близько 1500 мешканців. Завдяки близькості від Трускавця, відомому Бальнеологічному курорту, село почало динамічно розвиватися, з 2000-х років у селі почали зводити приватні будинки заможні трускавчани.

## Релігія
У селі є дерев'яна церква Святих Якима і Анни, зведена у 1889 році на місці давнішої, теж дерев'яної з XVIII ст.
До 2018 року в селі зберігалась одна з найцінніших мистецьких пам'яток Дрогобиччини: ікона святого Юрія Переможця поч. XIV ст., яка нині знаходиться в експозиції музею Греко-Католицької Богословської академії у Львові.

## Постаті
- Богдан Залізняк (1946) — український поет.